# 방사형 아교 세포
방사형 아교세포(radial glia, 방사형 아교 전구 세포, RGP)는 대뇌 피질의 모든 뉴런을 생성하는 역할을 하는 전구 세포이다. RGP는 또한 별 아교 세포와 희소돌기아교세포와 신경아교세포를 포함한 특정 신경교 계통을 생성한다. 그들의 세포체(소마타)는 발달 중인 심실계 옆에 있는 배아 심실 구역에 있다.
발달하는 동안 신생아 뉴런은 최종 목적지에 도달하기 위해 방사형 아교세포 섬유를 따라 이동하는 발판으로 방사형 신경교를 사용한다. 방사형 신경교 집단의 다양한 가능한 운명에도 불구하고, 대부분의 방사형 신경교는 클론 분석을 통해 입증되었다. 최근 연구에 따르면 방사형 아교세포는 모든 척추동물의 신경인성 단계에서 발견될 수 있다.
방사형 신경교세포(radical glia)라는 용어는 처음으로 관찰된 이들 세포의 형태학적 특성을 나타낸다. 즉, 방사형 과정 및 신경교 세포의 또 다른 구성원인 별 아교세포와의 유사성이다.

## 구조

### 뮐러 신경교
뮐러 신경교세포(Müller glia)는 발달 중인 망막과 성인 망막에 존재하는 방사상 신경교 세포이다. 피질에서와 같이 뮐러 아교세포는 기저 세포층에서 정점층까지 망막의 전체 너비에 걸쳐 있는 긴 돌기를 가지고 있다. 그러나 피질 방사형 아교세포와 달리 뮐러 아교세포는 신경 발생의 첫 번째 라운드가 발생할 때까지 망막에 나타나지 않는다. 연구에 따르면 뮐러 신경교세포는 손상에 대한 반응으로 쉽게 분열하는 신경 전구 세포로 역분화될 수 있다.

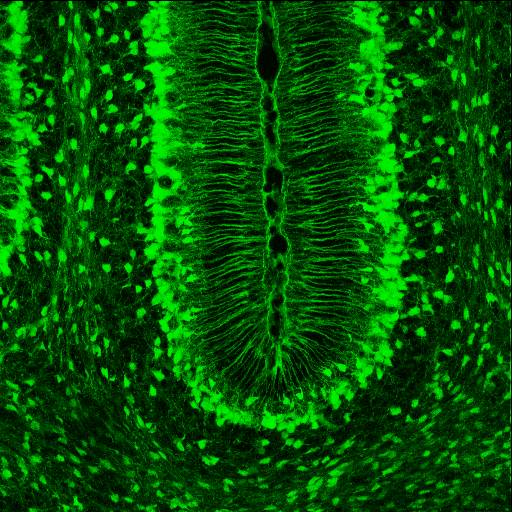
Bergmann glia의 Slcla3 사진.

뮐러 신경교세포를 뇌의 다른 영역에 있는 방사형 신경아교세포와 진정으로 구별하는 특징은 광학적 특성을 보유하고 있다는 것이다. 망막의 대부분은 실제로 대부분 광 산란이며, 이는 뮐러 신경교가 망막 뒤쪽의 광수용체 로 빛을 전달하는 주요 섬유 역할을 한다는 것을 암시한다. 뮐러 신경교세포가 이 기능을 수행하는 데 도움이 되는 속성에는 제한된 수의 미토콘드리아(광 산란이 많은 부분)와 내부 단백질 필라멘트의 특수 배열이 포함된다.
뮐러 신경교세포는 망막에 있는 대교세포의 주요 유형이므로 별 아교세포와 희돌기교세포가 나머지 중추신경계에서 일반적으로 처리하는 많은 지원 기능을 수행한다.

### 베르그만 신경교

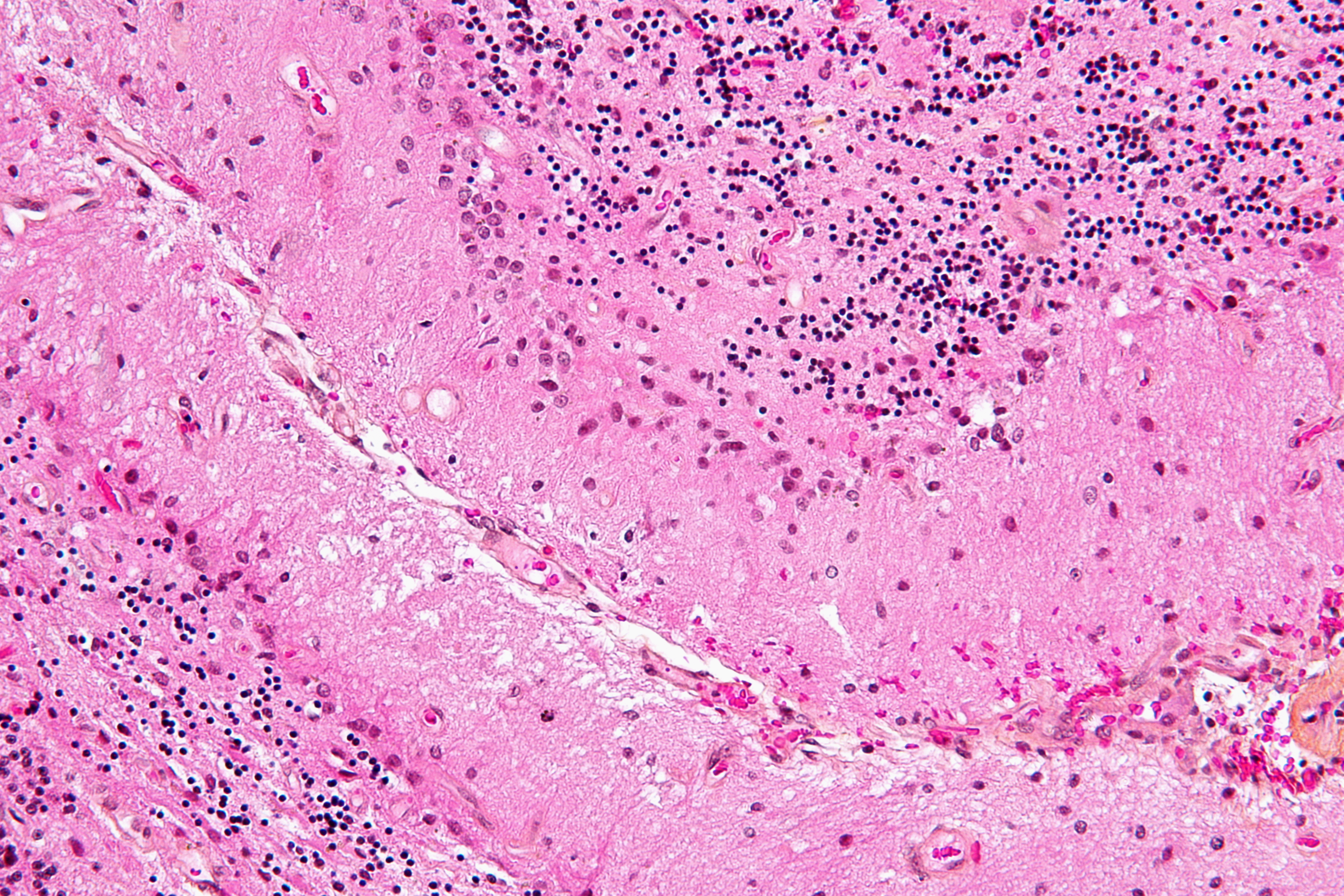
Bergmann gliosis를 보여주는 현미경 사진. H&E 염색.

베르그만 신경교(Bergmann glia, Golgi 상피 세포, 방사상 별 아교 세포, 방사상 상피 세포)는 소뇌의 Purkinje 세포와 밀접하게 관련된 방사상 아교세포에서 파생된 단극 별 아교 세포이다. Bergmann glia는 소뇌에서 지속되는 것으로 보이며 별 아교 세포의 특징적인 많은 역할을 수행하기 때문에 "특수 별 아교 세포"라고도 불린다. Bergmann glia는 소뇌 피질의 분자층을 가로질러 확장되고 원형 끝발로서 pial 표면에서 끝나는 다중 방사형 프로세스를 가지고 있다. Bergmann glial 세포는 과립 세포의 이동을 도우며, 광범위한 방사상과정을 따라 외부과립층에서 내부과립층으로 작은 뉴런을 안내한다. 소뇌의 초기 발달에서의 역할 외에도 Bergmann glia는 시냅스 가지치기에도 필요하다. CNS 손상에 의해 유발된 Purkinje 세포 사멸에 이어, Bergmann glia는 gliosis로 알려진 과정에서 손실되거나 손상된 조직을 대체하기 위해 광범위한 증식 변화를 겪는다.

## 개발
방사형 신경교 세포는 초기 배아 발달에서 신경 발생 동안 신경 판을 형성하는 신경 상피 세포의 변형에서 비롯된다. 이과정은 상피 관련 단백질 발현(예: 밀착 연접)의 하향 조절과 글리코겐과립, 별 아교 세포 글루타메이트 아스파테이트 수송체 (GLAST), 중간 필라멘트 비멘틴과 같은 신경교 특정 기능의 상향 조절을 통해 매개된다. 및 인간을 포함하는 일부 경우에는 신경교 섬유성 산성 단백질 (GFAP)이 포함된다.
이러한 전환 후, 방사형 아교세포는 정점-기저 극성, 발달 중인 피질의 측심실을 따른 위치, 세포 주기에서의 위치에 따른 핵의 위상 이동을 비롯한 신경상피 세포의 많은 원래 특성을 유지한다. 이를 "운동간 핵 이동"이라고 한다.

## 기능

### 발생학

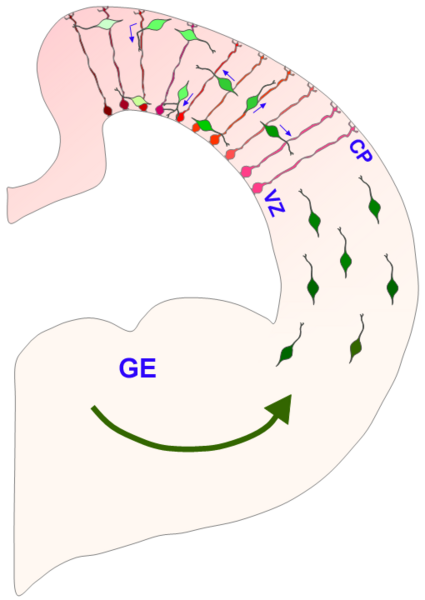
발달 중인 대뇌 피질에서 인터뉴런-방사형 아교세포 상호작용.

방사형 아교세포는 현재 발달 중인 신경계에서 핵심 전구 세포로 인식되고 있다. 신경발생의 후기 단계에서 방사상 아교 세포는 심실 영역에서 비대칭적으로 분열하여 새로운 방사상 아교 세포뿐만 아니라 유사분열 후 뉴런 또는 중간 전구(IPC) 딸 세포를 생성한다. 중간 전구 세포는 뉴런을 생성하기 위해 뇌실하 영역에서 대칭으로 분할한다.
노치(Notch) 및 섬유아세포 성장 인자(FGF) 신호, 발달 기간, 환경 신호에 반응하는 방사형 아교세포의 다양한 능력과 같은 국소 환경 신호는 모두 방사형 신경아교세포와 방사형 아교세포에서 유래한 딸세포의 유형에 영향을 미치는 것으로 나타났다. FGF와 Notch 신호전달은 방사형 신경아교세포의 증식과 신경발생 속도를 조절하며, 이는 대뇌 피질의 표면적 확장과 gyri로 알려진 표면 회선을 형성하는 능력에 영향을 미친다(gyrification 참조).
방사형 신경교 세포는 높은 수준의 칼슘과도 활성을 나타내며, 이는 심실 구역의 RGC 사이와 방사형 섬유를 따라 피질판으로/피질판에서 양방향으로 전달된다. 칼슘 활성은 RGC 증식을 촉진하는 것으로 생각되며 뇌에 시냅스가 존재하기 전에 방사상 통신에 관여할 수 있다. 또한, 최근 증거는 외부 감각 환경의 신호가 방사상 아교세포의 증식과 신경 분화에 영향을 미칠 수 있음을 시사한다.
피질 발달이 끝나면 대부분의 방사형 신경아교세포는 심실에 부착되지 않고 피질 표면으로 이동한다. 여기서 포유류에서는 대부분이 신경교 생성과정에서 별 아교 세포가 된다.
방사형 아교세포가 희소돌기아교세포를 생성할 가능성이 가장 높지만, (OPC)의 생성을 통해 OPC가 시험관 내에서 방사형 신경교 세포로부터 생성될 수 있다고 제안되었지만 발달하는 뇌에서 이 과정도 발생하는지의 여부를 결론짓기 위해서는 아직 더 많은 증거가 필요하다.
최근에는 상층 피질 뉴런을 독점적으로 생성하는 방사상 아교 세포도 발견되었다. 상부 피질 층이 최근 진화에서 크게 확장되었고 더 높은 수준의 정보 처리 및 사고와 관련되어 있기 때문에 방사상 아교세포는 뇌 진화의 중요한 매개체로 연루되어 있다.

### 이동 패턴
방사상 아교세포의 가장 잘 특성화되고 처음으로 널리 받아들여지는 기능은 대뇌 및 소뇌 피질에서 뉴런 이동을 위한 스캐폴드로서의 역할이다. 이 역할은 전자 현미경이나 고해상도 저속 촬영 현미경을 사용하여 쉽게 시각화할 수 있다. 이를 통해 뉴런은 피질을 통해 위쪽으로 이동할 때 방사형 신경교 주위를 단단히 감싸는 것을 볼 수 있다. 추가 증거는 많은 뉴런이 이동하는 동안 인접한 방사형 신경교 섬유 사이에서 이동할 수 있음을 시사한다.
흥분성 뉴런 이동은 주로 방사형, 억제성이지만 GABAergic 뉴런은 접선 이동을 겪는 것으로 나타났다. 접선으로 이동하는 뉴런은 또한 흰족제비의 발달 중인 피질에서 방사형 신경교 섬유와 접촉을 시작하는 것으로 보이며, 이러한 이동 형태 모두에서 방사형 신경교 세포를 의미한다.
척수 발달 후기에 분화하는 것으로 보이기 때문에 아교세포 형성이 시작될 무렵에 척수 신경 형성이나 이동에 관여하는지 여부는 불분명하다.

### 구획화
방사형 신경아교세포는 또한 뇌의 다른 축삭과 백질 영역 사이의 경계를 형성하여 구획화하는 것에도 관련이 있다.

## 임상적 중요성
방사형 신경아교세포는 뇌에서 1차 신경 및 신경교 전구체 역할을 할 뿐만 아니라 적절한 신경 이동에 중요하기 때문에 방사형 신경아교세포 기능의 결함은 신경계 발달에 중대한 영향을 미칠 수 있다.
방사형 아교세포 분화 및 안정화에 필수적인 단백질인 Lis1 또는 Nde1의 돌연변이는 관련 신경 발달 질환인 Lissencephaly 및 Microlissencephaly(문자 그대로 "평활한 뇌"로 번역됨)를 유발한다. 이러한 질병이 있는 환자는 피질 주름(sulci 및 gyri)이 부족하고 뇌 부피가 감소하는 것이 특징이다. 소뇌증의 극단적인 경우는 출생 후 몇 달 후에 사망에 이르게 하는 반면, 경미한 형태의 환자는 정신 지체, 균형 장애, 운동 및 언어 장애, 간질을 경험할 수 있다.
신경 전구 세포의 죽음은 최근 모기 매개 바이러스인 지카(Zika)와 관련이 있다. 역학적 증거는 임신 첫 2개월 이내에 배아가 감염되면 선천적 기형과 소두증을 일으킬 가능성이 있음을 나타낸다. 아마도 전구 세포의 사멸로 인한 것일 수 있다. 또한, WDR62와 같은 단백질을 암호화하는 소두증 관련 유전자의 돌연변이는 뇌 발달 동안 방사형 신경교 고갈을 유발할 수 있으며, 이는 궁극적으로 더 작은 뇌 크기와 정신 장애로 이어진다.

## 역사
골지(Camillo Golgi)는 염색 기술(나중에 Golgi 방법으로 간주됨)을 사용하여 1885년에 중심에서 배아 병아리 척수의 외부 표면에 걸쳐 있는 방사상으로 배향된 세포를 처음 기술했다.
Golgi 방법을 사용하여 Giuseppe Magini는 1888년에 포유류의 태아 대뇌 피질을 연구하여 피질(그 직전에 Kölliker도 기술함)에 길쭉한 방사형 세포의 유사한 존재를 확인하고 방사형 섬유의 다양한 정맥류 또는 부종을 관찰했다. 흥미롭게도 Magini는 정맥류의 크기와 수가 발달 후반에 증가하고 성인 신경계에는 없는 것을 관찰했다. 이러한 발견을 바탕으로 Magini는 정맥류가 발달 중인 뉴런일 수 있다는 가설을 세웠다. Golgi 및 hematoxylin 염색 방법을 함께 사용하여 Magini는정맥류를 세포로 식별할 수 있었으며 그 중 일부는 방사상 섬유와 매우 밀접하게 연관되어 있었다.
방사형 신경교의 정체와 기능을 설명하는 데 중요한 추가 초기 작업은 방사형 세포가 별 아교 세포와의 유사성을 통해 신경교의 한 유형이라고 처음 제안한 카할(Ramón y Cajal)에 의해 완료되었다. 히스(Wilhelm His)는 성장하는 축삭이 발달 중 방향 및 안내를 위해 방사형 세포를 사용할 수 있다는 아이디어도 제안했다.
방사형 신경아교세포에 대한 초기 관심에도 불구하고 전자현미경과 면역조직화학이 약 60년 후에 충분히 발전하여 이용 가능해질 때까지 이들 세포에 대한 추가 정보는 거의 알려지지 않았다.